# Nanoplástico

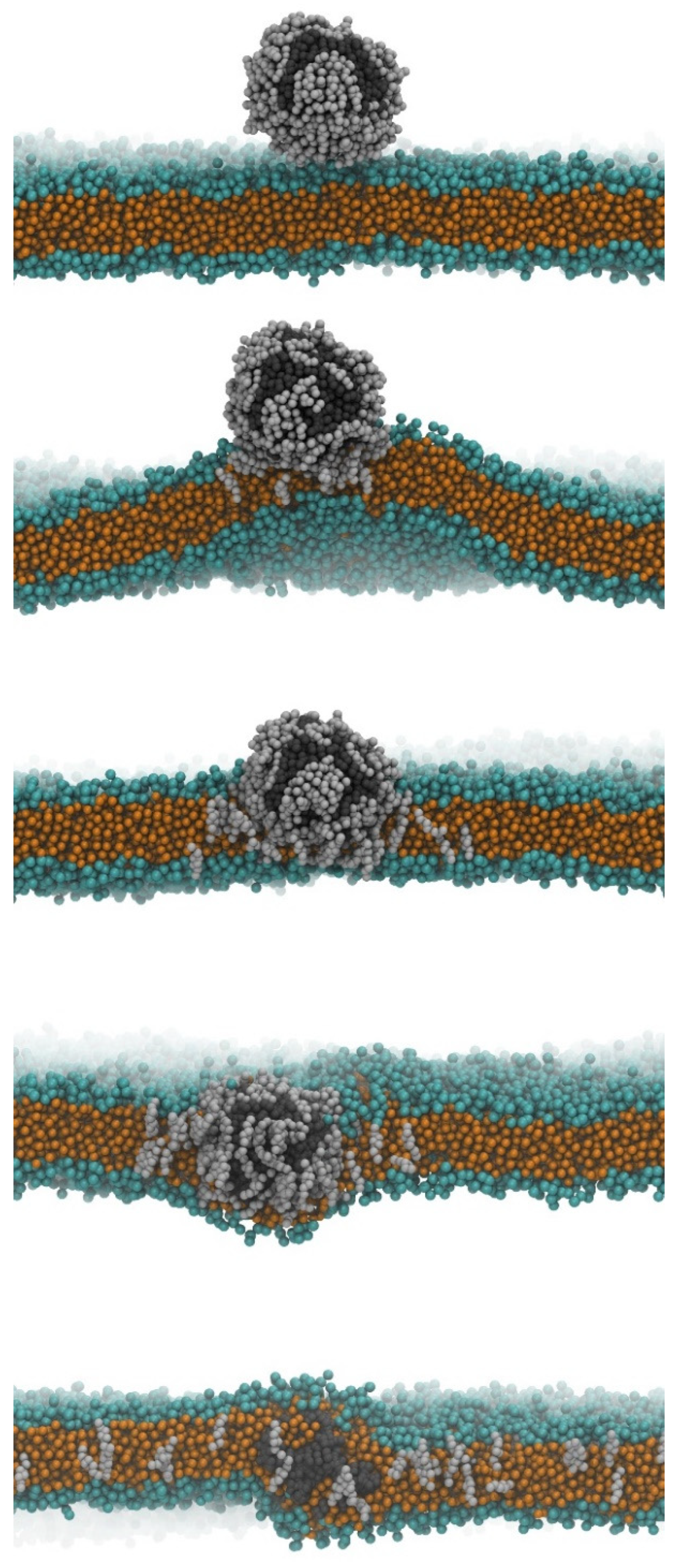
Simulación de una partícula de plástico cruzando la barrera sanguíneo cerebral

Un nanoplástico consiste en partículas de plásticos dentro del rango de tamaño de 1 a 1000 nm producidas involuntariamente a partir de la fabricación y la degradación de los objetos de plástico, y que presentan un comportamiento coloidal.
El plástico disperso en el ambiente eventualmente se fragmenta en partículas minúsculas conocidas como microplásticos y nanoplásticos. Se ha logrado identificar que una especie de crustáceo, Gammarus duebeni, puede fragmentar un microplástico a nanoplásticos en menos de 96 horas.
Se nombran como nanoplásticos cuando son más pequeñas que una micra. 
Los nanoplásticos podría presentar serios riesgos para el medio ambiente, pero se desconocen detalladamente. Actualmente se estudian técnicas de monitoreo y sobre su toxicidad.
Se constata la presencia de nanoplásticos y microplásticos en el aparato respiratorio humano y está por ver su relación con patologías respiratorias concretas.